# 5 prairial
5 floréal 5 messidor
Le quintidi 5 prairial, officiellement dénommé jour du canard, est le 245e jour de l'année du calendrier républicain.
C'était généralement le 24e jour du mois de mai dans le calendrier grégorien.